# 119 Алтея
119 Алте́я (119 Althaea) — астероїд головного поясу, відкритий Джеймсом Вотсоном в Енн-Арбор 3 квітня 1872 року.